# Sabahya bispinosa
Sabahya bispinosa är en spindelart som beskrevs av Christa L. Deeleman-Reinhold 1980. Sabahya bispinosa ingår i släktet Sabahya och familjen Tetrablemmidae. Inga underarter finns listade i Catalogue of Life.